# 수페르코파 데 에스파냐 2018
수페르코파 데 에스파냐 2018(스페인어: Supercopa de España de Fútbol 2018)은 스페인의 슈퍼컵 대회인 수페르코파 데 에스파냐의 35번째 대회로, 전 시즌 라 리가와 코파 델 레이 우승 구단이 참가했다.
이 대회는 라 리가와 코파 델 레이를 우승한 바르셀로나와 코파 델 레이를 준우승한 세비야가 격돌했다.
1·2차전 형식으로 진행된 이전과는 다르게, 이번 대회에서는 중립 구장에서 단판 승부를 벌였다. 이번 시즌 대회가 진행된 경기장은 모로코 탕헤르의 스타드 이븐 바투타가 되었다.
경기는 스페인의 RTVE의 라 1 공중파를 통해 중계되었고, 4,785,000명이 시청해 36.5%의 시청률을 기록했다.

## 참가 구단
| 구단       | 자격                                      |
| ---------- | ----------------------------------------- |
| 바르셀로나 | 라리가 2017-18, 코파 델 레이 2017-18 우승 |
| 세비야     | 코파 델 레이 2017-18 준우승               |

## 경기

### 상세 경기 정보
| 세비야      | 1–2    | 바르셀로나            |
| ----------- | ------ | --------------------- |
| 사라비아 9′ | 리포트 | 피케 42′ · 뎀벨레 78′ |

| 세비야 | 바르셀로나 |

| GK          | 13 | 토마시 바츨리크            |       |     |
| CB          | 25 | 가브리엘 메르카도          |       | 85′ |
| CB          | 4  | 시몬 키예르                |       |     |
| CB          | 3  | 세르지 고메스              |       |     |
| RM          | 16 | 헤수스 나바스              |       |     |
| CM          | 10 | 에베르 바네가              |       |     |
| CM          | 7  | 로케 메사                  | 69′   |     |
| CM          | 17 | 파블로 사라비아            |       | 71′ |
| LM          | 18 | 세르히오 에스쿠데로 (주장) |       |     |
| CF          | 22 | 프랑코 바스케스            | 24′   |     |
| CF          | 14 | 루이스 무리엘              |       | 60′ |
| 교체 선수:  |    |                            |       |     |
| GK          | 32 | 후안 소리아노              |       |     |
| DF          | 6  | 다니엘 카히수              |       |     |
| DF          | 11 | 알레시 비달                | 90+4′ | 71′ |
| MF          | 5  | 이브라임 아마두            |       |     |
| FW          | 8  | 놀리토                     |       |     |
| FW          | 9  | 위삼 벤 예데르             |       | 85′ |
| FW          | 12 | 안드레 실바                |       | 60′ |
| 감독:       |    |                            |       |     |
| 파블로 마친 |    |                            |       |     |

| GK                  | 1  | 마르크-안드레 테어 슈테겐 | 90′   |     |
| RB                  | 2  | 넬송 세메두               |       |     |
| CB                  | 3  | 제라르드 피케             |       |     |
| CB                  | 15 | 클레망 랑글레             | 90+2′ |     |
| LB                  | 18 | 조르디 알바               |       |     |
| DM                  | 5  | 세르지오 부스케츠         | 16′   |     |
| CM                  | 12 | 하피냐                    |       | 46′ |
| CM                  | 8  | 아르투르                  |       | 53′ |
| RW                  | 10 | 리오넬 메시 (주장)        |       |     |
| CF                  | 9  | 루이스 수아레스           |       |     |
| LW                  | 11 | 우스만 뎀벨레             |       | 86′ |
| 교체 선수:          |    |                           |       |     |
| GK                  | 13 | 야스퍼 실러선             |       |     |
| DF                  | 23 | 사뮈엘 움티티             |       |     |
| DF                  | 27 | 후안 미란다               |       |     |
| MF                  | 4  | 이반 라키티치             |       | 46′ |
| MF                  | 7  | 필리피 코치뉴             |       | 53′ |
| MF                  | 22 | 아르투로 비달             |       | 86′ |
| FW                  | 19 | 무니르                    |       |     |
| 감독:               |    |                           |       |     |
| 에르네스토 발베르데 |    |                           |       |     |

## 우승
| 수페르코파 데 에스파냐 2018 우승 |
| -------------------------------- |
| 바르셀로나 13번째 우승           |

## 같이 보기
- 라리가 2017-18
- 코파 델 레이 2017-18
- FC 바르셀로나 2018-19 시즌
- 세비야 2018-19 시즌